# Christoph Monschein
Christoph Monschein (* 22. Oktober 1992) ist ein österreichischer Fußballspieler.

## Karriere

### Verein
Monschein begann seine Karriere beim SC Brunn am Gebirge. 2014 wechselte er zum ASK Ebreichsdorf. Im Jänner 2016 wechselte er zum Profiverein FC Admira Wacker Mödling. Sein Bundesligadebüt gab er am 21. Spieltag der Saison 2015/16 gegen den FC Red Bull Salzburg, als er in der Schlussphase eingewechselt wurde.
Zur Saison 2017/18 wechselte er zum Ligakonkurrenten FK Austria Wien, bei dem er einen bis Juni 2021 gültigen Vertrag erhielt. Während seiner Zeit in Wien absolvierte der Stürmer 116 Bundesligapartien, in denen er 36 Tore erzielte. Zudem kam er zu einem Einsatz für die zweite Mannschaft der Austria in der 2. Liga. Nach seinem Vertragsende in der Hauptstadt wechselte er zur Saison 2021/22 zum Ligakonkurrenten LASK. Beim LASK konnte er sich allerdings nicht durchsetzen und kam, auch bedingt durch Verletzungen, bis zur Winterpause nur zu sechs Ligaeinsätzen.
Daher wurde er im Jänner 2022 innerhalb der Liga an den SCR Altach verliehen. Während der Leihe kam er zu 14 Einsätzen für die Vorarlberger, in denen er dreimal traf. Zur Saison 2022/23 kehrte Monschein nicht zum LASK zurück, sondern wechselte fest zum Ligakonkurrenten SV Ried, bei dem er einen bis Juni 2024 laufenden Vertrag erhielt. Für Ried kam er insgesamt zu 25 Bundesligaeinsätzen, in denen er dreimal traf. Am Ende der Saison 2022/23 stieg er mit dem Team allerdings aus dem Oberhaus ab, woraufhin er seinen Vertrag im Juli 2023 auflöste. Anschließend wechselte er zum Neo-Ligakonkurrenten First Vienna FC.

### Nationalmannschaft
Im August 2020 wurde Monschein erstmals in den Kader der österreichischen Nationalmannschaft berufen. Sein Debüt im Nationalteam gab er im September 2020, als er in der UEFA Nations League gegen Rumänien in der 81. Minute für Florian Grillitsch eingewechselt wurde.